# 唐·巴斯曼
唐·J·巴斯曼（英語：Don J. Bassman，1928年4月2日—1993年1月24日），美国音频工程师。二十世纪福克斯特殊音效项目副主席。他曾赢得1次奥斯卡最佳音响效果奖，并获得3次提名。1976年，他因电视迷你剧埃莉诺与富兰克林赢得了艾美奖。

## 部分影视作品
巴斯曼获得过1次奥斯卡奖，并获得过3次提名。
获奖
- 巴顿将军 (1970)[1]

提名
- 虎胆龙威 (1988)[2]
- 深渊 (1989)[3]
- 猎杀红色十月 (1990)[4]